# Pulaski megye (Indiana)
Pulaski megye az Amerikai Egyesült Államokban, azon belül Indiana államban található. Megyeszékhelye és legnagyobb városa Winamac. Lakosainak száma 12 514 fő (2020. április 1.).

## Szomszédos megyék
- Starke megye (észak)
- Marshall megye (északkelet)
- Fulton megye (kelet)
- Cass megye (délkelet)
- White megye (dél)
- Jasper megye (nyugat)

## Népesség
A megye népességének változása:
| Lakosok száma | 13 345 | 13 292 | 13 072 | 13 007 | 12 889 | 12 514 |
|               | 2010   | 2011   | 2012   | 2013   | 2015   | 2020   |